# Харчевников, Иван Данилович
Иван Дани́лович Харчевников (1699, Соликамск — 1760-е) — российский купец, первый бургомистр Екатеринбургской ратуши.

## Биография
Родился в 1699 или в 1700 году в Соли Камской в семье посадских людей. В юности проживал в Иркутске и других городах Сибири. С 1720 года обосновался в посёлке Уктусского завода, а в 1723 году переехал в тогда ещё строящийся Екатеринбург.
В апреле 1723 года Харчевников получил 50 рублей от В. Н. Татищева для организации торговой деятельности, став одним из первых купцов Екатеринбурга. В 1720—1730-х годах занимался подрядной поставкой в казну провианта, соли, сала и свечей, пеньки и прочих необходимых товаров, торговал обсечками заводского кричного железа и казенными железными припасами. Совершал торговые поездки в Уфу, Ишим и прочие удалённые места. С 1729 года владел торговыми лавками в Екатеринбургском гостином дворе.
Известен случай, когда в 1723 году за участие в драке Харчевников был подвергнут телесному наказанию по личному приказу В. де Геннина за кабацкую драку с караульным драгуном. В 1724—1725 годах отрабатывал денежный долг заводской каторжной работой. В 1725 году выступал главным свидетелем на следствии о переходе местного купца из православия в старообрядчество.
В 1736—1741 годах занимался поставками провианта, табака, одежды и обуви в крепости и военные команды Оренбургской экспедиции (в том числе по личному распоряжению В. Н. Татищева, совмещавшему в 1737—1739 годах должности Екатеринбургского главного командира и начальника Оренбургской комиссии). Торговал с мирным башкирским населением, отвозил железные припасы к Татищеву в Мензелинск и Москву. Во время одной из таких поездок в 1740 году подвергся нападению разбойников близ Чебаркульской крепости.
В 1736—1738 годах Харчевников служил выборным заводским купчиной при Екатеринбургской казначейской конторе, то есть был главным снабженцем казенного заводского ведомства на Урале. В 1742—1746 годах совершал торговые поездки в Оренбургскую и Сибирскую губернии, закупал рыбу на башкирских озёрах для населения казенных горных заводов.
Из составленной в 1743 году подорожной следует, что Иван Данилович был «ростом 2 аршин 6 вершков; волосом черн; лицом бел, широковат; глаза карие; собою плечист и толст». В 1742—1746 годах Харчевников ездил по торговым делам в Оренбургскую и Сибирскую губернии, занимался поставками рыбы с башкирских озёр в посёлки казённых горных заводов.
В 1746 году записался в Екатеринбургский посад.
В декабре 1750 года, после образования Екатеринбургской ратуши, кандидатура Харчевникова на должность бургомистра была согласована между уральской горнозаводской администрации и Тобольского губернского магистрата, он стал первым бургомистром Екатеринбурга. К исполнению новых обязанностей Иван Данилович приступил с начала следующего года.
В 1751—1753 годах екатеринбургская ратуша приобрела статус самостоятельного юридического лица (получила гербовую печать), добилась права взимания таможенных пошлин с посадских людей, канцелярских и питейных сборов по городу и Екатеринбургскому ведомству (минуя местную таможню). Возглавляемая им ратуша выступала за усиление сословного статуса посадских людей, в связи с чем настаивала на сносе некупеческих торговых балаганов в гостином дворе.
Активно поддерживал своего зятя Якова Родионовича Коробкова — основателя и первого владельца Каслинского завода. После разорения Я. Р. Коробкова в качестве его поручителя Харчевников даже содержался в 1754—1756 годах в Челябинской тюрьме. В 1757 году, зять помог ему поселится в селе Бобровском близ Екатеринбурга при своем кожевенном заводе.
Скончался Иван Данилович Харчевников после 1760 года.

## Память
В честь первого бургомистра была названа улица в Екатеринбурге, на которой располагалась его усадьба. Впоследствии Харчевникова улица была переименована в улицу Романова и 1-ю Береговую (ныне переулок Щедрина).